# Gustav Kimmig
Gustav Xaver Joseph Kimmig (* 8. Mai 1831 in Oppenau; † 13. August 1915) war ein deutscher Arzt und Politiker.
1855 erhielt er die Lizenz zur Ausübung der inneren Heilkunde, zur Ausübung der Chirurgie und Geburtshilfe.
Er gehörte zur Nationalliberalen Partei und war von 1873 bis 1874 Mitglied der Zweiten Kammer der Ständeversammlung des Großherzogtums Baden. Im Parlament vertrat er den Wahlkreis 6 Tiengen und die Ämter Bonndorf, Jestetten und Waldshut.
Einer seiner Söhne war Rudolf Kimmig.